# Wo ist Fred?
Wo ist Fred? è un film tedesco del 2006 diretto da Anno Saul.